# Canton de Châteauroux-Centre
Le canton de Châteauroux-Centre est une ancienne division administrative française, située dans le département de l'Indre, en région Centre-Val de Loire.
À la suite du redécoupage cantonal de 2014, le canton a été supprimé en mars 2015, la commune de Châteauroux (fraction cantonale) dépend désormais du canton de Châteauroux-1.

## Géographie
Ce canton était organisé dans la commune de Châteauroux, dans l'arrondissement éponyme. Il se situait dans le centre du département.
Son altitude variait de 154 m à 164 m.

## Histoire
Le 15 février 1790 a été créé le « canton de Châteauroux ». En 1801,, une modification est intervenue. Ce n'est qu'en 1973 que les cantons de « Châteauroux-Centre », « Châteauroux-Est », « Châteauroux-Ouest » et « Châteauroux-Sud » ont été créés.
Il a été supprimé en mars 2015, à la suite du redécoupage cantonal de 2014.

## Représentation

### Conseillers généraux de l'ancien canton de Châteauroux (1833-1973)
| Période                                  | Période        | Identité                                 | Étiquette                       | Qualité                                                                                            |
| ---------------------------------------- | -------------- | ---------------------------------------- | ------------------------------- | -------------------------------------------------------------------------------------------------- |
| 1833                                     | 1848           | Edmond Charlemagne                       | Légitimiste puis Gauche modérée | Procureur du Roi à Châteauroux (jusqu'en 1837) Député de l'Indre (1831-1842 et 1848-1851)          |
| 1848                                     | 1852           | Alphonse Fleury                          | Gauche                          | Propriétaire à La Châtre Représentant du peuple (1848-1949)                                        |
| 1852                                     | 1866           | Just Veillat                             | ?                               | Conservateur du musée de Châteauroux                                                               |
| 1866                                     | 1870           | Raoul Charlemagne                        | Centre droit                    | Député de l'Indre (1859-1870 et 1877-1878) Maire de Châteauroux (1855-1865)                        |
| 1870                                     | 1871           | Arthur Charles Léon Crublier de Fougères | ?                               | Propriétaire à Châteauroux                                                                         |
| 1871                                     | 1880,          | Ernest Périgois                          | Républicain                     | Préfet de la Creuse (1880-1881) Député de l'Indre (1881-1885)                                      |
| 1880                                     | 1883           | Jean-Baptiste Vergne                     | Républicain                     | Capitaine de frégate en retraite à Saint-Gaultier Receveur particulier des Finances à Pithiviers   |
| 1883                                     | 1889           | Jean Patureau « Patureau-Francœur »      | Républicain                     | Maire de Châteauroux (1882-1900)                                                                   |
| 1889                                     | 1895           | Charles Balsan                           | Droite                          | Député de l'Indre (1889-1902) Propriétaire du château du Plessis à Velles                          |
| 1895                                     | 1901           | Jean Patureau-Francœur                   | Radical                         | Maire de Châteauroux (1882-1900), ancien conseiller d'arrondissement                               |
| 1901                                     | 1902 ,         | Jules Amirault                           | Radical                         | Maire de Châteauroux (1919-1925)                                                                   |
| 1902,                                    | 1916           | Clair Arthur Talichet (1850-1916)        | Radical                         | Adjoint au maire de Châteauroux Entrepreneur de bâtiments                                          |
| 1916                                     | 1919           | siège vacant                             | -                               | -                                                                                                  |
| 1919                                     | 1940           | Joseph Berton (1873-1945)                | Radical                         | Médecin à Châteauroux                                                                              |
|                                          |                |                                          |                                 | |
| 1942                                     | 1945           | Émile Daumain                            |                                 | Intendant militaire Maire de Châteauroux (1941-1944) Conseiller départemental en 1942              |
|                                          |                |                                          |                                 | |
| 1945                                     | 1949           | Pierre Gaultier (1900-1961)              | PCF                             | Maire de Châteauroux (1945-1947) Employé de commerce                                               |
| 1949                                     | juin 1961      | Roger Martin                             | MRP                             | Expert-comptable, Châteauroux                                                                      |
| juin 1961                                | octobre 1967   | Jeanne Dacquin                           | DVD                             | Maire de Luant Élu en 1973 dans le Canton de Châteauroux-Ouest Propriétaire                        |
| octobre 1967                             | septembre 1973 | Marcel Lemoine                           | PCF                             | Député de l'Indre (1967-1968 et 1973-1978) Élu en 1973 dans le Canton de Châteauroux-Est Comptable |
| Les données manquantes sont à compléter. |                |                                          |                                 | |

### Conseillers d'arrondissement du canton de Châteauroux (de 1833 à 1940)
Le canton de Châteauroux avait deux conseillers d'arrondissement.
| Période                                  | Période          | Identité                                     | Étiquette                    | Qualité |
| ---------------------------------------- | ---------------- | -------------------------------------------- | ---------------------------- | --- |
| 1833                                     | 1836             | François Duris-Dufresne fils                 | Opposition constitutionnelle | Ancien officier, propriétaire à Châteauroux, député (1804-1809, 1827-1834)                                                                   |
| 1833                                     | 1842             | Eugène Victor Adrien Grillon                 | Droite                       | Avocat, maire de Châteauroux (1832-1846) |
| 1836                                     | 1848             | Jean Baptiste Philippe Testaud (de) Marchain |                              | Médecin à Châteauroux |
|                                          |                  |                                              |                              | |
| av.1886                                  | 1887 (décès)     | M. Bertrand                                  |                              | |
| 1886                                     |                  | Louis Boussac jeune (1851-1931)              | Radical                      | Négociant drapier à Châteauroux, Président du Conseil d'arrondissement                                                                       |
| 1887                                     | 1891 (démission) | Jean Patureau-Francœur                       | Républicain                  | Maire de Châteauroux |
|                                          |                  |                                              |                              | |
| 1892                                     | 1900             | Edmond Augras (1854-1927)                    | Socialiste PRS               | Apprenti pâtissier à La Châtre puis artisan-industriel à Châteauroux Conseiller municipal de Châteauroux (1890-1894, 1904-1912 et 1919-1925) |
|                                          |                  |                                              |                              | |
| 1922                                     |                  | Paul Mellottée (1878-1950)                   | Radical                      | Imprimeur-éditeur à Châteauroux |
| 1922                                     |                  | M. Fradet                                    | Radical                      | |
| 1931                                     | 1940             | Joseph Bellier                               | Radical                      | Maire de Châteauroux |
| 1931                                     | 1940             | François Pommier                             | Union nationale              | Employé à la compagnie d'assurances La Mutuelle de l'Indre                                                                                   |
| 1940                                     |                  |                                              |                              | Les conseils d'arrondissement ont été suspendus par la loi du 12 octobre 1940 et n'ont jamais été réactivés                                  |
| Les données manquantes sont à compléter. |                  |                                              |                              | |

### Conseillers généraux du canton de Châteauroux-Centre (1973-2015)
| Période        | Période       | Identité                    | Étiquette    | Qualité |
| -------------- | ------------- | --------------------------- | ------------ | --- |
| septembre 1973 | mars 1976     | Louis Balsan                | CD           | Vice-président des Établissements Balsan |
| mars 1976      | mars 1994     | Claude Jamet                | UDF puis RPR | Footballeur puis président de la section football de La Berrichonne de Châteauroux Adjoint au maire de Châteauroux                                                                                |
| mars 1994      | mars 1997     | Antonin de Bono (1944-2003) | UDF          | Député-suppléant (1993-1997) Membre du comité exécutif du CNPF PDG d'Alliance-Santé France Pharmacien à Châteauroux                                                                               |
| mars 1997      | 2000          | Marie-Sylvie Désiré         | PS           | Adjointe au maire de Châteauroux (1989-2001) Magistrate |
| mars 2001      | décembre 2008 | Jean-François Mayet,        | DVD puis UMP | Sénateur de l'Indre (2008-2020) Premier vice-président du conseil général de l'Indre Président de la communauté d'agglomération castelroussine Maire de Châteauroux (2001-2014) Industriel et PDG |
| décembre 2008  | mars 2015     | Florence Petipez            | UMP          | Conseillère municipale de Châteauroux Commerçante |

### Résultats électoraux
- Élections cantonales de 2001 : Jean-François Mayet (Divers droite) est élu au 2e tour avec 57,46 % des suffrages exprimés, devant M.Sylvie Desire (PS) (42,54 %). Le taux de participation est de 64,40 % (7 858 votants sur 12 202 inscrits)[13].
- Élections cantonales de 2008 : Jean-François Mayet (UMP) est élu au 2e tour avec 63 % des suffrages exprimés, devant Michel  Arroyo (PRG) (37 %). Le taux de participation est de 46,52 % (5 761 votants sur 12 385 inscrits)[14].

## Composition
Le canton de Châteauroux-Centre était une fraction cantonale de la commune de Châteauroux.

## Démographie

### Évolution démographique
| 1990   | 1999   | 2006   | 2012   |
| ------ | ------ | ------ | ------ |
| 16 955 | 17 436 | 17 973 | 16 706 |